# Portillo's

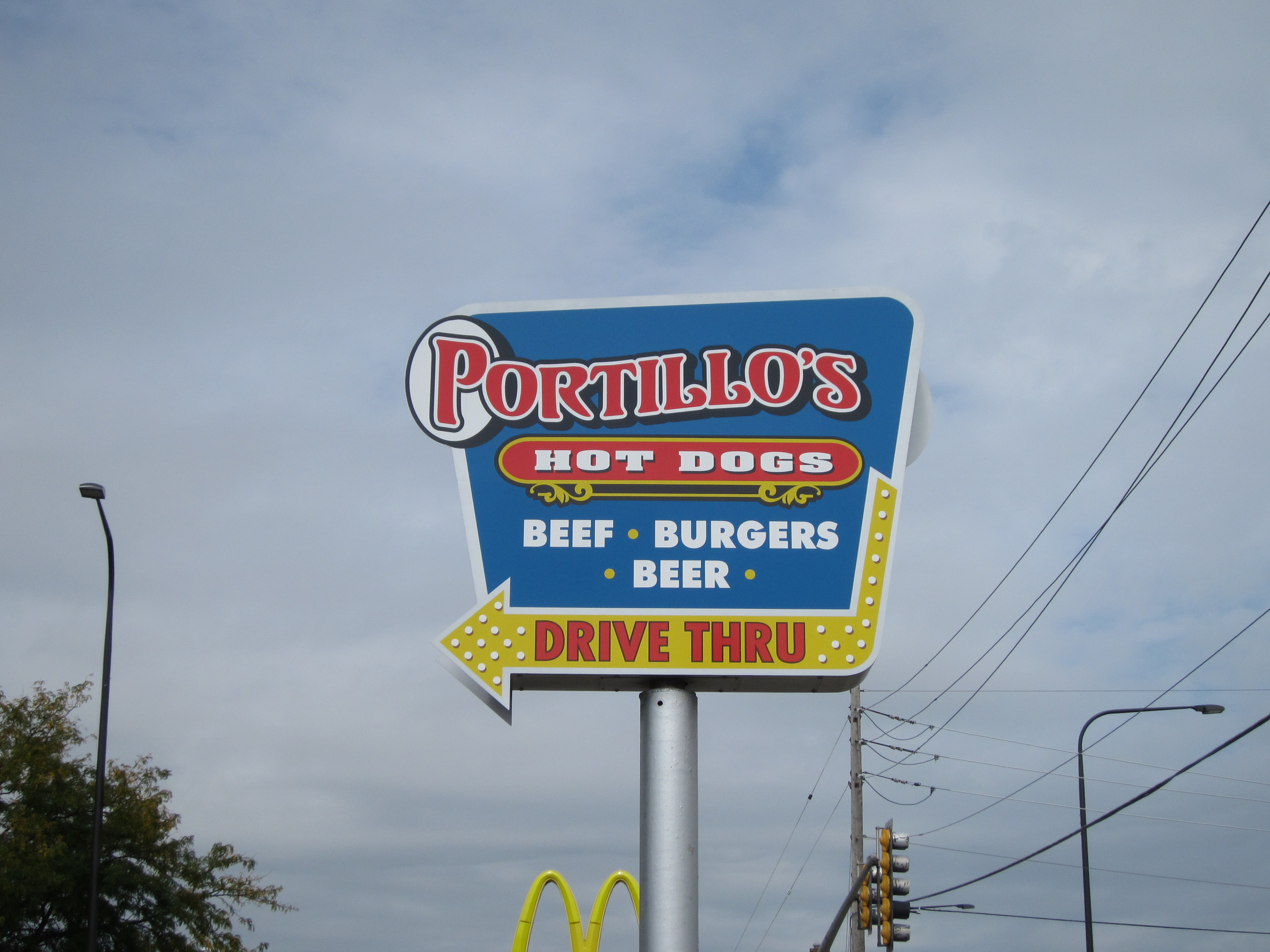
Panneau indiquant la présence d'un service au volant « Portillo's Hot Dogs »

Portillo's est un ensemble de chaînes de restauration typiques de la ville de Chicago, aux États-Unis. Si la société est surtout connue pour sa chaîne de restauration rapide Portillo's Hot Dogs, qui sert hamburgers, sandwichs de type Italian beef et Maxwell Street Polish, et le fameux hot-dog de Chicago, elle possède également différents concepts d'enseignes dont Barnelli's et Luigi's House, deux chaînes de restaurants italiens, Honey Jam Cafe, et la marque de produits alimentaires Portillo's Home Kitchen. 
L'enseigne a été fondée en 1963 par Dick Portillo à Villa Park, dans l'Illinois. Elle est implantée principalement dans la ville de Chicago et sa banlieue, mais le groupe possède deux succursales en Californie du Sud et une succursale dans l'Indiana.